# 保尔·艾吕雅
保尔·艾吕雅（法語：Paul Éluard，法語發音：[pɔl elɥar]；1895年12月14日—1952年11月18日），本名歐仁·埃米爾·保羅·格林德爾（Eugène Émile Paul Grindel，[ɡʁɛ̃dɛl]），法国诗人，超现实主义运动发起人之一。1911年开始写诗，1920年与布勒东、阿拉贡等参加达达主义团体，1924年参与发起超现实主义运动，1952年因心绞痛去世。代表作有《诗与真》、《和德国人会面》、《政治诗集》、《到的教训集》、《畅言集》等。
《法国当代诗人》一书曾这样评价艾吕雅：“在所有超现实主义诗人中，保尔·艾吕雅无疑是成就最高的作家之一”，“他精通如何把‘荒谬事物的不断同化’有机地融入他对自由无比的渴望中去。”

## 生平

### 早年
艾吕雅出生于法国聖但尼。他的父亲是会计师，保尔出生后，很快就开了一家房产中介。他的母亲是一个裁缝。1908年左右，全家搬到巴黎。艾吕雅在当地的学校学习并获得奖学金。在16岁时，他患上了结核，中断了学业，在医院接受治疗一直到1914年4月。在那里他认识了俄罗斯女孩Helena Diakonova，他称她为加拉。他向她透露他的梦想是成为诗人，他的父母不赞成。她写信给他说：“你会成为一个伟大的诗人”。他们形影不离。她信任他，给了他信心和鼓励，并给他提供了他所需要的安全感。她倾听并参与他的诗歌创作。艾吕雅还认识了巴西诗人曼努埃尔·班代拉。他们在疗养院住院期间成为了朋友，并在回到各自的国家后继续通过写信保持联系。
在1914年4月，保尔·艾吕雅和加拉均因健康问题而被分别送回巴黎和莫斯科的家。分离是残酷的。欧洲也处于战争的边缘。保尔被征调参军。因为他的健康状况不佳而被分配辅助性的任务。他患有偏头痛，支气管炎，脑贫血，慢性阑尾炎，1915年的大部分时间都在离家乡不远的一家军队医院接受治疗。保尔的母亲来看望他并和他聊天。她对加拉最初的敌意慢慢消失了。但是，保尔的父亲也被征调且仍然坚持认为加拉不能来巴黎。在莫斯科，加拉没有听任何人的。她对保尔的爱给了她一个不可动摇的信念，他们将再次重聚。她写信给保尔的母亲说她终于说服了她的继父让她去巴黎索邦大学学习法语。她坐船到赫尔辛基，然后到达斯德哥尔摩并着手前往英国。在伦敦，她坐火车到南安普敦然后乘船到迪耶普，最后坐火车到巴黎。1917年6月，保尔被调到距离一线10公里的军事医院工作。他每天写超过150封信。到了晚上就挖坟墓埋葬死者。加拉写信给他：“我承诺你我们的生活将是辉煌而壮丽的”。1918年2月20日保尔和加拉结婚。婚后两天，保尔离开回到前线。1918年5月10日加拉生下了一个女儿起名为塞西尔。

### 寫作生涯
1919年，艾吕雅写信给加拉：“战争即将结束，现在我们要为幸福的人生而奋斗。”他回国后，发表了《Duty and Anxiety》和《Little Poems for Peace》。在他的出版商建议下，他把自己的诗歌寄给文学界的反战人士。加拉帮他准备和发送信件。1919年，杰出的学者和作家让·包兰向他回信表示钦佩。他提到三个年轻作家创办了一个期刊《文学》。他鼓励保尔去和他们见面。这三个人分别是安德烈·布勒東，菲利普·苏波和路易·阿拉贡。他们在1919年三月见面，三个人很喜欢保尔的作品，决定在下一期《文学》上发表其中一首诗。他们在起源于德国的达达主义运动中寻找慰籍。
1921年11月，保尔·艾吕雅和妻子参观了马克斯·恩斯特在科隆的家。保尔和加拉搬到巴黎郊外一所房子里，马克斯·恩斯特使用艾吕雅的护照非法进入法国并和他们一起居住。让·包兰再一次帮助了保尔，为马克斯·恩斯特提供了假身份证。1922年保尔，马克斯和加拉维持三角家庭状态。保尔在对加拉的爱情和对马克斯的友情之间左右为难，夜晚他在俱乐部里度过，他试图借酒消愁。艾吕雅十分消沉。在1924年3月24日，艾吕雅失踪。没有人知道他去了哪里。失踪前一天晚上，他曾与路易·阿拉贡会面，他交代说，他想制止当前的折磨。对于他的朋友来说，保尔已经一去不复返了。但四个月后保尔写信给加拉，她买了票去找到他，并把他从西贡带了回来。
早在1925年艾吕雅就支持摩洛哥革命，并于1927年1月与路易·阿拉贡，布列塔尼，本杰明·佩雷特和皮埃尔场·尤尼克一起加入了共产党。正是在这些年中艾吕雅发表了他的两个主要作品：《Capitale de la Douleur》（1926年）和《L'Amour la Poesie》（1929年）。
1928年，他的结核复发，与加拉回到疗养院。这是他们在一起的最后一个冬天。加拉在与萨尔瓦多·达利相遇不久之后与他在一起并度过余生。1934年，艾吕雅与通过他的朋友曼·雷和巴勃羅·畢卡索介绍认识的音乐厅的艺术家玛丽亚·本茨结婚。

### 晚年生活

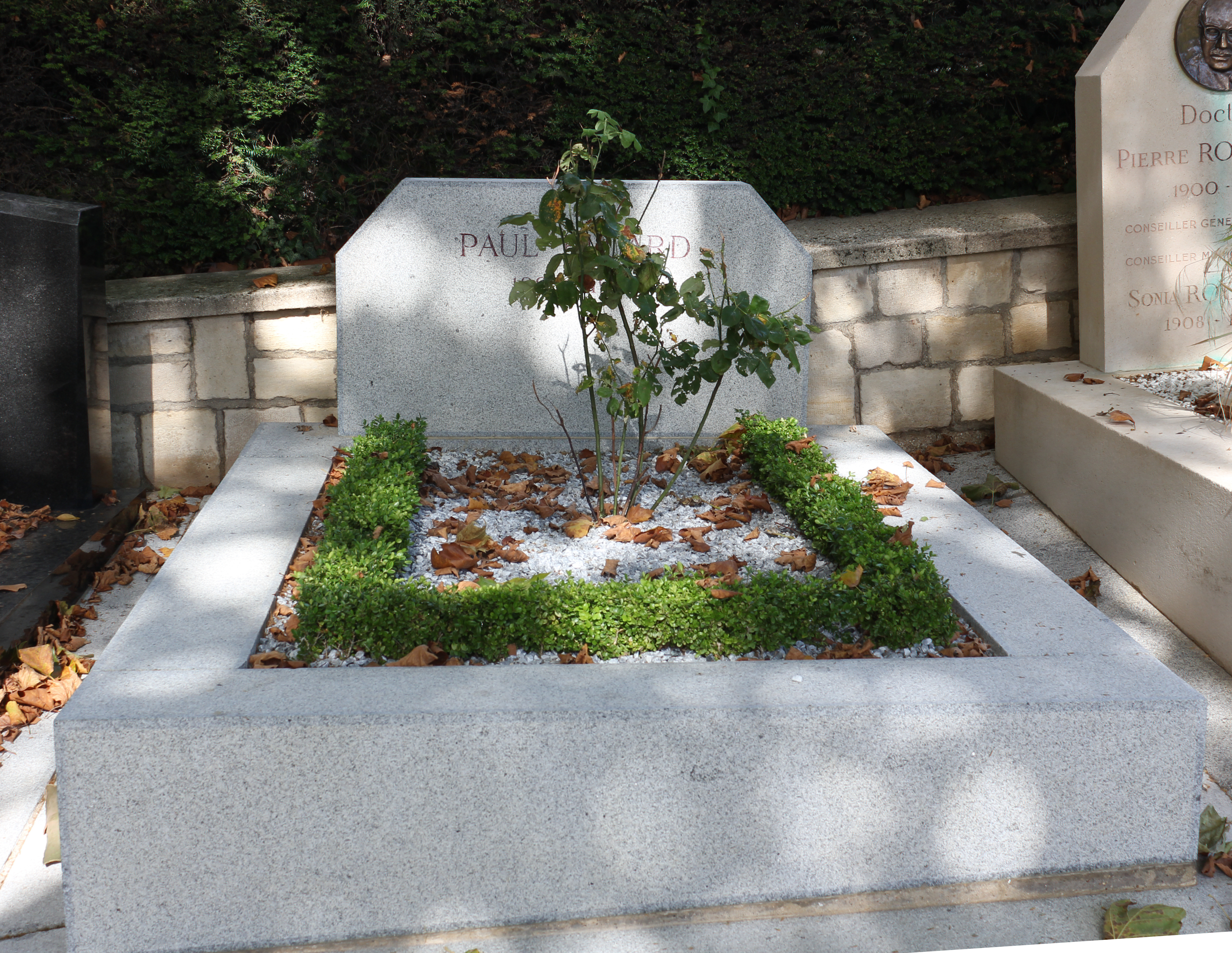
保尔·艾吕雅之墓

1931年至1935年期间成为了他最快乐的日子。他被排除在共产党之外。他在欧洲旅行并成为超现实主义运动的使者。1936年在西班牙他强烈抗议佛朗哥革命。次年，格尔尼卡轰炸激发了他的灵感，创作了诗歌《格尔尼卡的胜利》。
1942年1月，艾吕雅要求重新加入共产党，这在被占领的法国是非法的。他的诗《自由》首次出版。战争期间他还创作了《Les sept poèmes d'amour en guerre》（1944年）和《En avril 1944: Paris respirait encore!》（1945年）。1946年11月28日留在瑞士期间得知妻子突然去世，他悲痛欲绝。两个朋友阿兰和杰奎琳给了他活下去的意志。妻子的去世使他在1947年写出了作品《Le temps déborde》以及《De l'horizon à l'horizon de tous》。1948年4月他成为弗罗茨瓦夫的知识分子和平组织的成员，说服毕加索也加入。次年4月，他世界和平理事会的代表参加在巴黎普莱耶尔音乐厅举行的会议。6月，他花了几天时间同希腊游击队一起对希腊政府士兵作战。随后，他前往布达佩斯出席诗人裴多菲·山多尔逝世一百周年的纪念活动。在那里，他遇到了巴勃罗·聂鲁达。9月他在墨西哥参加一个新的和平会议。在那里，他认识了Dominique Lemort，与她回到法国。他们于1951年结婚。同年出版作品《The Phoenix》。
后来，他在他的政治著作中颂扬斯大林。米兰·昆德拉回忆说他对听到艾吕雅1950年公开支持处死他的朋友，布拉格作家Zavis Kalandra十分震惊。
1952年11月18日保尔·艾吕雅因心脏病发作在他的家中去世。他的葬礼由共产党组织在拉雪兹神父公墓举行，法国政府出于政治原因拒绝组织全国性的葬礼。数千民众自发聚集在巴黎街头陪伴艾吕雅的灵柩到墓地。那一天，罗伯特·萨巴蒂尔写道：“整个世界都在哀悼”。

## 作品

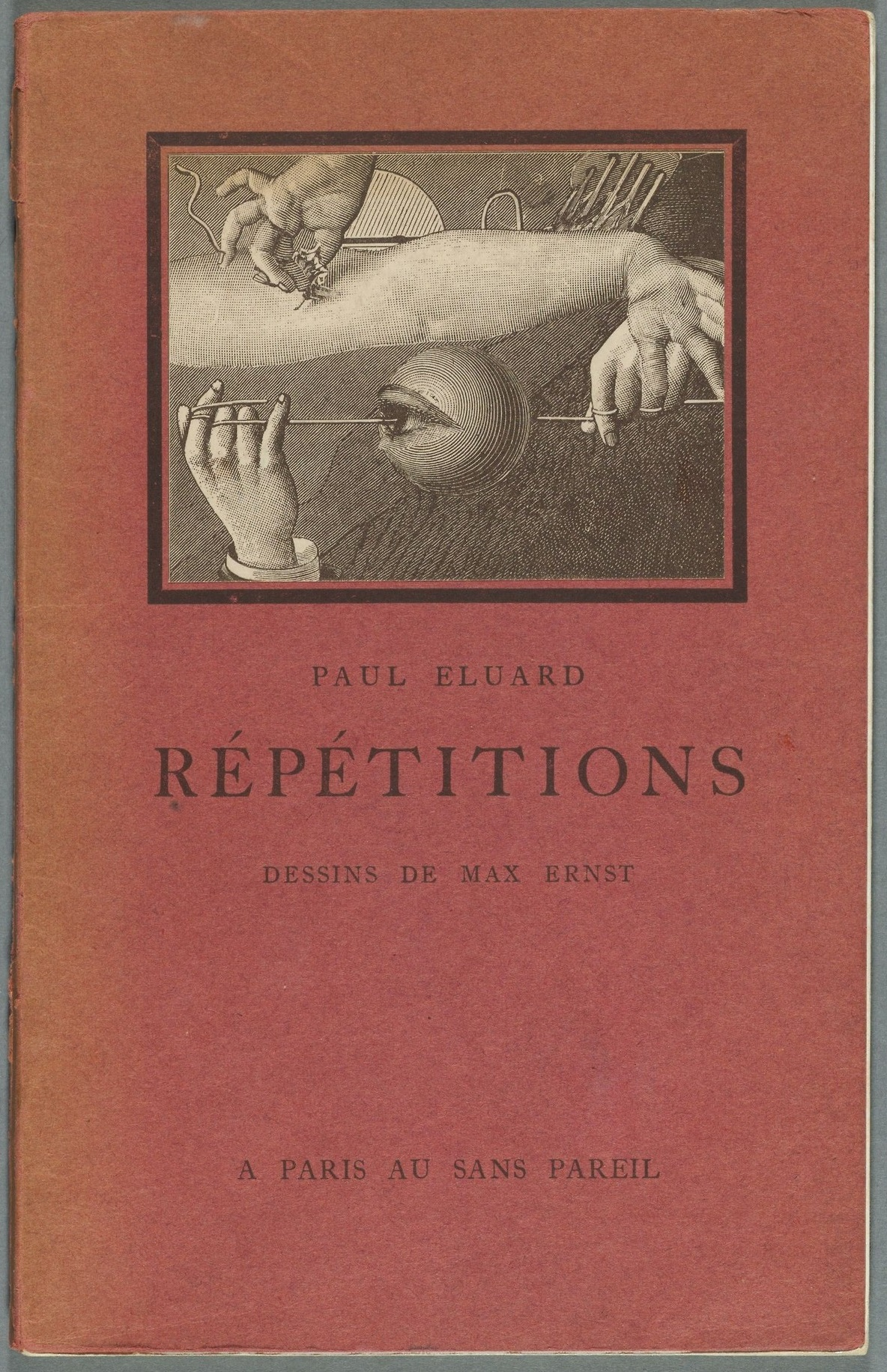
《Répétitions》，封面制作：马克斯·恩斯特，1922年

- Premiers poèmes, 1913
- Le Devoir, 1916
- Le Devoir et l'Inquiétude, 1917
- "Pour Vivre ici", 1918
- Les Animaux et leurs hommes, les hommes et leurs animaux, 1920
- Répétitions, 1922
- "L'Amoureuse", 1923
- "La courbe de tes yeux", 1924
- Mourir de ne pas mourir, 1924
- Au défaut du silence, 1925
- "La Dame de carreau", 1926
- Capitale de la douleur, 1926
- Les Dessous d'une vie ou la Pyramide humaine, 1926
- L'Amour la Poésie, 1929
- Ralentir travaux, 1930,
- À toute épreuve, 1930
- "L'immaculée conception", 1930
- Défense de savoir, 1932
- La Vie immédiate, 1932
- La Rose publique, 1934
- Facile, 1935
- Les Yeux fertiles, 1936
- Quelques-uns des mots qui jusqu'ici m'étaient mystérieusement interdits, 1937
- L'Évidence Poétique Habitude de la Poésie, 1937
- "Les Mains libres" in collaboration with Man Ray, 1938
- Cours naturel, 1938
- "La victoire de Guernica" 1938
- Donner à voir, 1939
- "Je ne suis pas seul", 1939
- "Le Livre ouvert" 1941
- Poésie et vérité 1942, 1942
- Liberté, 1942（《自由》，写于纳粹占领法国时期，是一首表达作者对自由的颂诗[11][12]）
- Avis, 1943
- "Courage", 1943
- Les Sept poèmes d'amour en guerre, 1943
- Au rendez-vous allemand, 1944
- Poésie ininterrompue, 1946
- Le Cinquième Poème visible, 1947
- Notre vie, 1947
- À l'intérieur de la vue, 1947
- La Courbe de tes yeux, 1947
- Le temps déborde, 1947
- Ode à Staline, 1950
- Le Phénix, 1951
- Picasso, dessins, 1952

## 延伸阅读
- Buckley, C. (translator) (1995). Shadows and Sun/Ombres et Soleil: Poems and Prose (1913–1952) by Paul Eluard./Ombres et Soleil: Poems and Prose (1913–1952) by Paul Éluard. Durham, NH: Oyster River Press, ISBN 0-9617481-7-6.